# Arblade-le-Haut
Arblade-le-Haut é uma comuna francesa na região administrativa de Occitânia, no departamento de Gers. Estende-se por uma área de 12,2 km². Em 2010 a comuna tinha 323 habitantes (densidade: 26,5 hab./km²).